# Предраг Матерић
Предраг Матерић (Београд, 12. јун 1977) је бивши српски кошаркаш. Играо је на позицијама бека и крила.

## Каријера
Матерић је живео у Сарајеву које напушта током рата и сели се у Лион у Француској. У другој половини деведесетих година 20. века играо је универзитетску кошарку у САД, а једну годину је провео на универзитету Конектикат (1995/96). Сениорску каријеру је почео у екипи Милана а касније је у Италији играо и за Динамо Сасари. У Србији је играо за Партизан, Хемофарм и Мегу. Са црно-белима је освојио два државна првенства и један куп.

## Успеси

### Клупски
- Партизан:
  - Првенство СР Југославије (1) : 2001/02.
  - Првенство Србије и Црне Горе (1) : 2003/04.
  - Куп СР Југославије (1) : 2001/02.
- Асесофт Плоешти:
  - ФИБА Куп Европе (1) : 2004/05.